# Montagne del Transdanubio

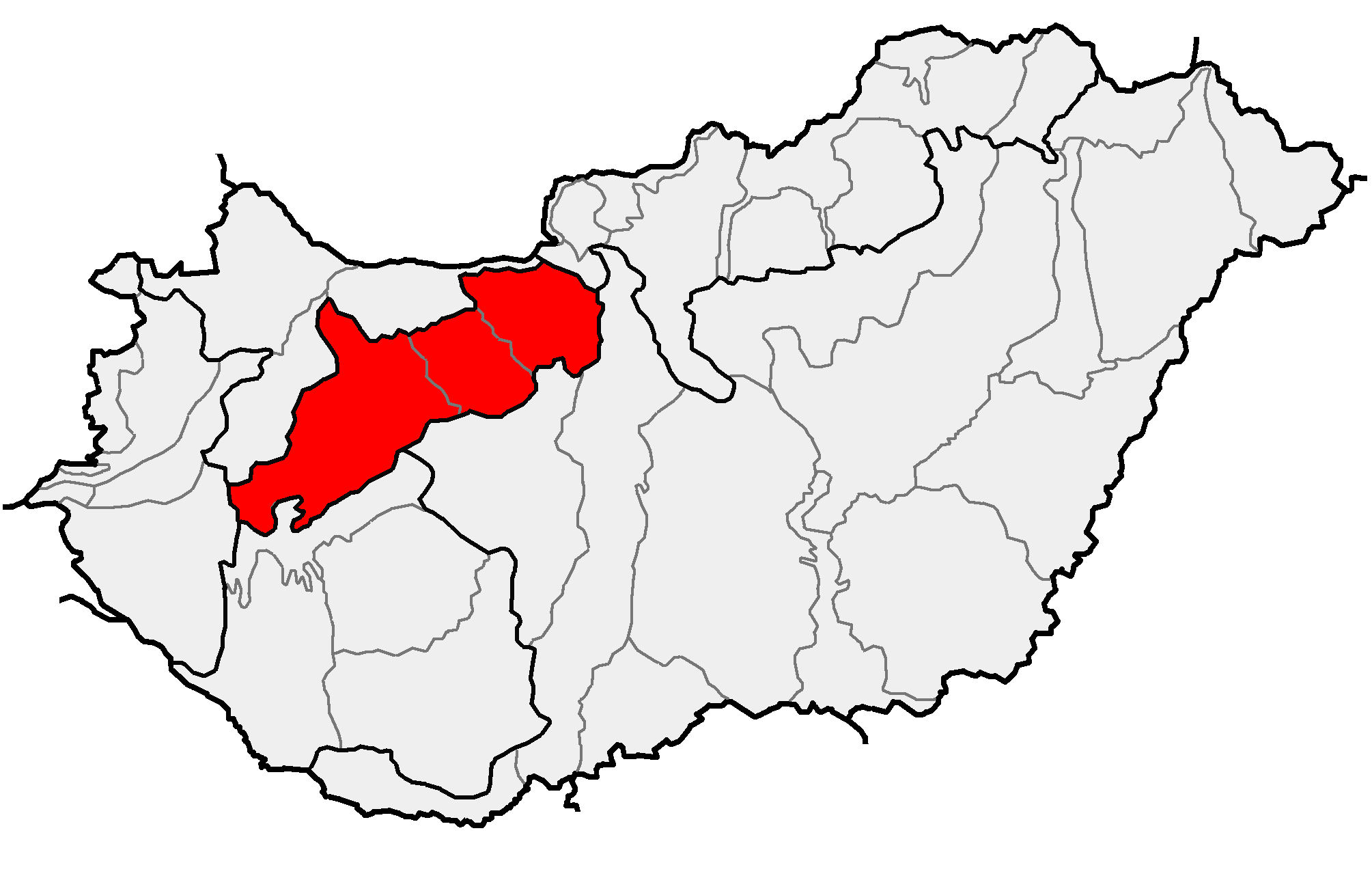

Le Montagne del Transdanubio (ungherese: Dunántúli-középhegység) sono un insieme di montagne di media altezza che si trovano in Ungheria nella regione del Transdanubio.
La cima più alta si trova nei Monti Pilis e misura 757 metri.

## Geografia
Le Montagne del Transdanubio iniziano a nord del Lago Balaton e si sviluppano per circa 170 km in direzione sud-ovest->nord-est fino all'Ansa del Danubio, occupando un'area di circa 7000 km².
Esse costituiscono insieme ai Rilievi precarpatici settentrionali una sorta di dorsale ungherese di collegamento fra le estreme propaggini orientali delle Alpi ed i Carpazi.
I monti che compongono la catena sono molto vari e ricoperti da una abbondante vegetazione che forma un notevole contrasto con le aperte pianure circostanti.
Tutta la zona è costellata da numerose sorgenti termali che ricordano l'origine vulcanica dell'area.
I principali gruppi montuosi che compongono la catena sono (da ovest verso est):
- Selva Baconia (Bakony)
  - Colline di Keszthely (426 m)
  - Bacino di Tapolca
  - Altopiano del Balaton (Badacsony)
  - Selva Baconia settentrionale (Köris-hegy, 706 m)
  - Selva Baconia meridionale (Kab-hegy, 599 m)
- Colline di Vértes (Nagy-Csákány, 487 m)
- Colline di Velence (Meleg-hegy, 351 m)
- Monti Gerecse (633 m)
- Colline di Buda (558 m)
- Monti di Visegrád (699 m)
- Monti Pilis (756 m)